# Tseung Kwan O Line
Tseung Kwan O Line (chiń. 將軍澳綫) – zelektryfikowana linia systemu MTR w Hongkongu. Linia biegnie od stacji North Point na wyspie Hongkong do Tseung Kwan O. Linia ma 12,3 km długości i 8 stacji, czas przejazdu wynosi 15 min do Po Lam i 20 min do LOHAS Park. Linia przebiega przez trzy dzielnice Eastern, Kwun Tong i Sai Kung.

## Historia
Planowano, że linia będzie obsługiwać nowe miasto Tseung Kwan O. Budowa linii miała rozpocząć się w 1992 roku i zakończyć w 1996, jednakże w 1990 roku zawieszono plany. Linię ponownie zaczęto planować, z pewnymi zmianami, w 1993 roku. Plan został zaakceptowany przez rząd w 1998 roku, budowa rozpoczęła się 24 kwietnia 1999, a zakończyła się już 18 sierpnia 2002 roku. Nowa linia przejęła obsługiwanie przeprawy przez port do stacji North Point od Kwun Tong Line. Kwun Tong Line została wydłużona do stacji Yau Tong i Tiu Keng Leng, które stały się zarazem stacjami przesiadkowymi z nową linią. 

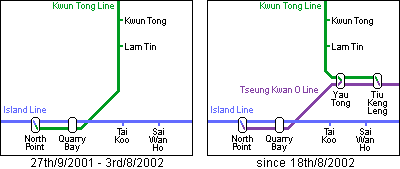
Przeregulowanie Kwun Tong Line po inauguracji nowej Tseung Kwan O Line

## Przebieg
Tseung Kwan O Line jest pierwszą linią, która nie przebiega na wiaduktach. Stacje Yau Tong, Po Lam i LOHAS Park są stacjami naziemnymi, ale wybudowane zostały ekrany, które wyciszają hałas. Linia zaczyna się w stacji North Point i razem z następną stacją, Quarry Bay, są stacjami przesiadkowymi z Island Line. Następnie biegnie przez Eastern Harbour Tunnel pod Portem Wiktorii do stacji Yau Tong. Za stacją Tseung Kwan O linia rozwidla się i jedna linia biegnie na północ do stacji Po Lam, zaś druga na południe do stacji LOHAS Park.

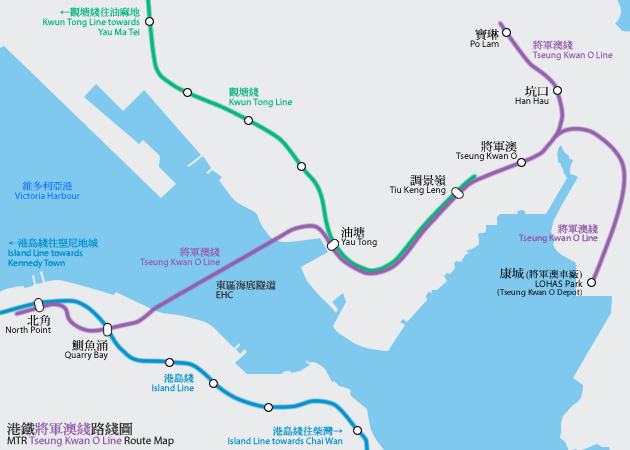
Przebieg Tseung Kwan O Line